# Список дипломатических миссий Эфиопии

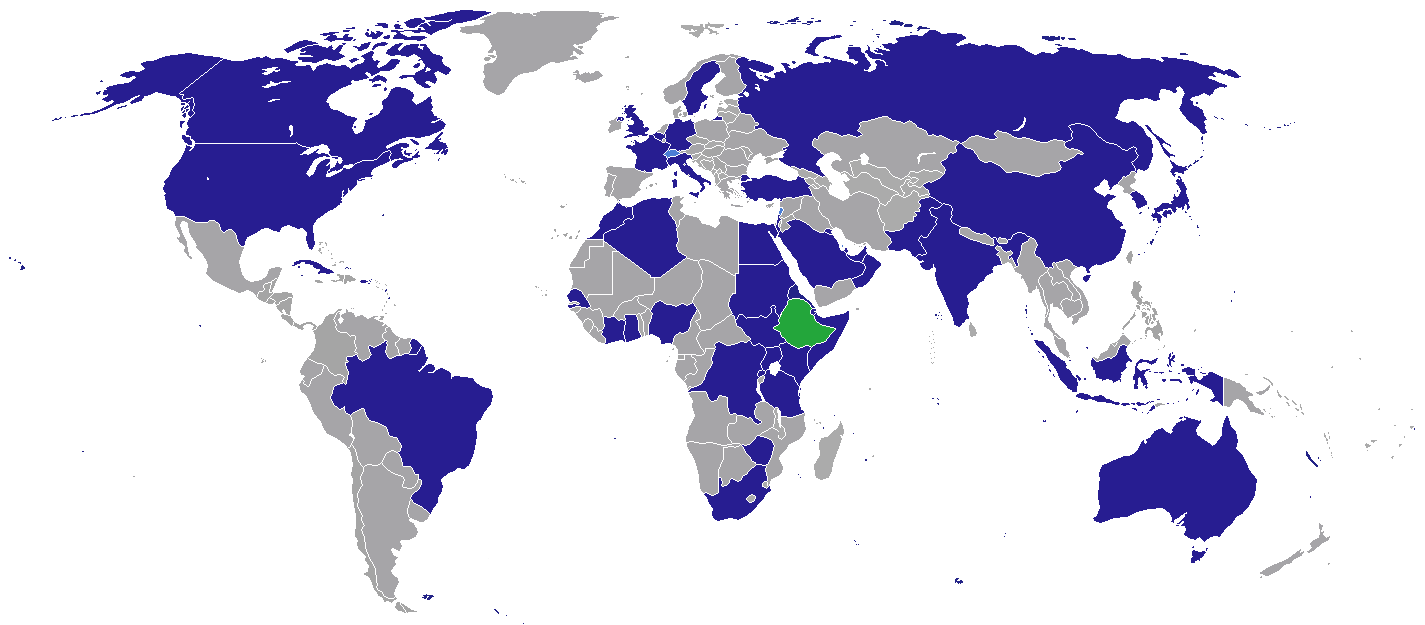
Дипломатические миссии Эфиопии

В данном списке представлены все дипломатические миссии Эфиопии, расположенные в других государствах.

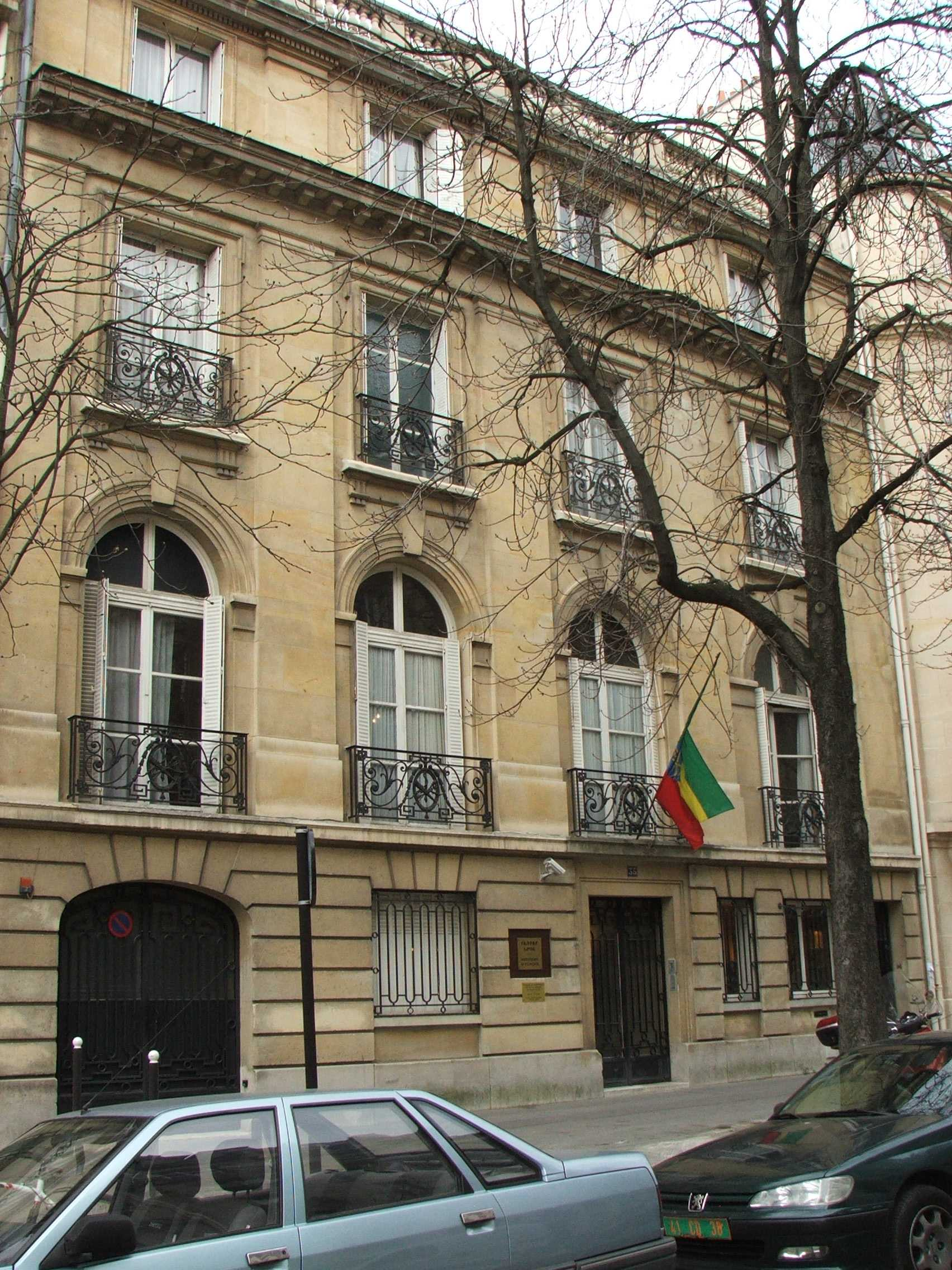
Посольство Эфиопии в Париже

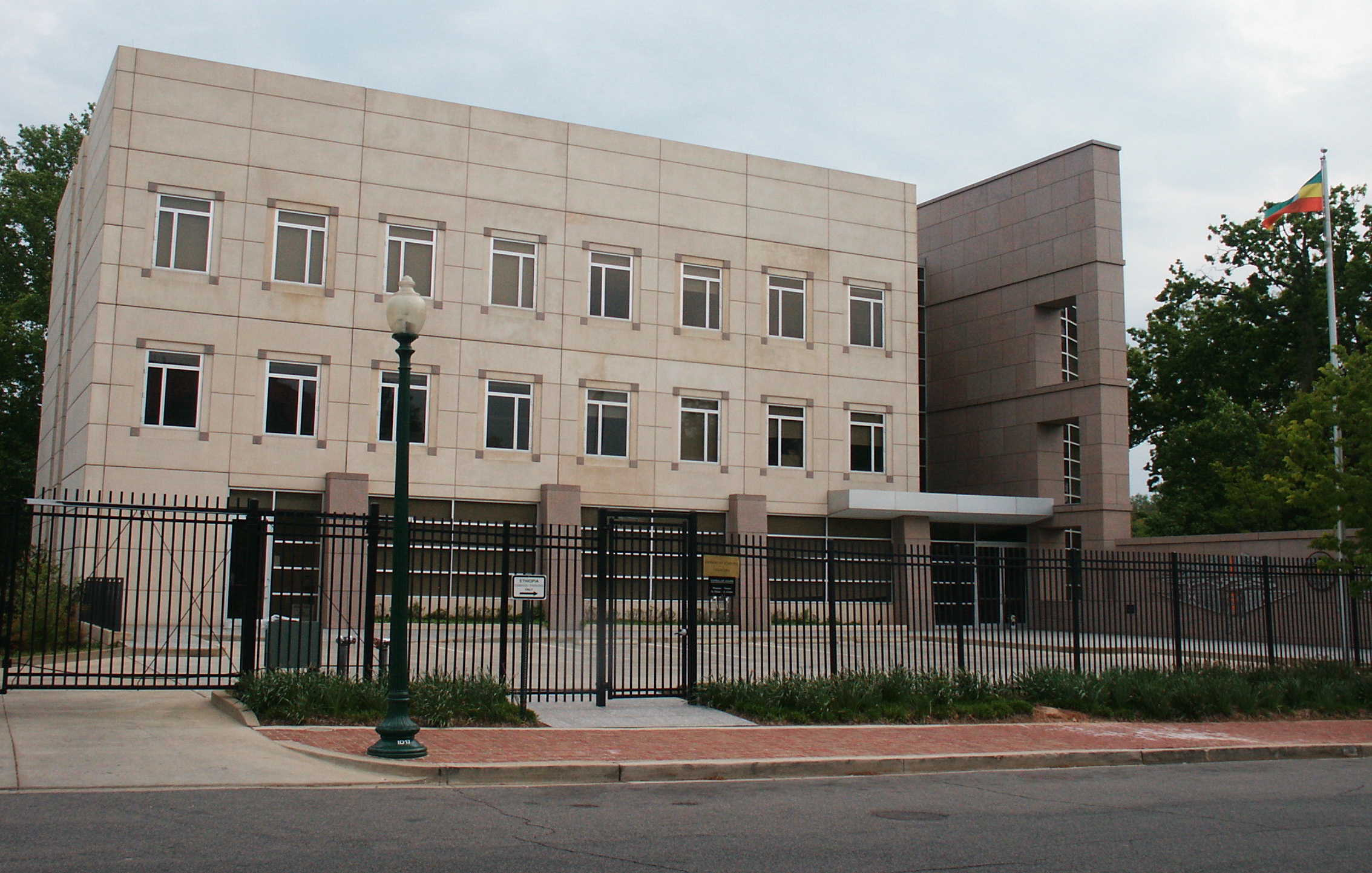
Посольство Эфиопии в Вашингтоне

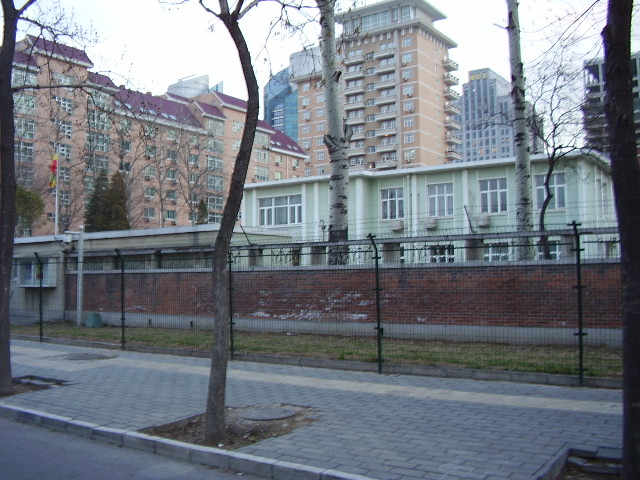
Посольство Эфиопии в Пекине

## Европа
- Австрия
  - Вена
- Бельгия
  - Брюссель
- Франция
  - Париж
- Германия
  - Берлин
  - Франкфурт
- Греция
  - Афины
- Ирландия
  - Дублин
- Италия
  - Рим
- Нидерланды
  - Гаага
- Россия
  - Москва
- Швеция
  - Стокгольм
- Великобритания
  - Лондон

## Северная Америка
- Канада
  - Оттава
- Куба
  - Гавана
- США
  - Вашингтон
  - Лос-Анджелес

## Ближний Восток
- Израиль
  - Тель-Авив
- Кувейт
  - Кувейт
- Ливан
  - Бейрут
- Саудовская Аравия
  - Эр-Рияд
  - Джидда
- Турция
  - Анкара
- ОАЭ
  - Дубай
- Йемен
  - Сана

## Африка
- Кот-д'ивуар
  - Абиджан
- Джибути
  - Джибути
- Египет
  - Каир
- Гана
  - Аккра
- Кения
  - Найроби
- Нигерия
  - Абуджа
- Сенегал
  - Дакар
- - Харгейса
- - Претория
- Судан
  - Хартум
- Уганда
  - Кампала
- Зимбабве
  - Хараре

## Азия
- Китай
  - Пекин
- Индия
  - Нью-Дели
- Япония
  - Токио